# Estado de necesidad
En Derecho, el estado de necesidad se considera una causa de extinción de responsabilidad penal.

## Concepto penal
Dentro del Derecho penal, las posiciones doctrinales  en la teoría del delito no son unánimes, si bien coinciden en la necesidad de eximir de pena a quien actúa amparado por un estado de necesidad. Para un sector doctrinal el estado de necesidad es una causa de justificación que excluye la antijuridicidad del comportamiento típico -teoría unitaria-. En cambio, los partidarios de la teoría de la diferenciación consideran que, según los bienes jurídicos en juego, en unos supuestos el estado de necesidad actuará como causa de justificación y en otros como causa de exclusión de la culpabilidad. Finalmente hay quien considera, según las redacciones de los concretos códigos penales, que en algunos ordenamientos jurídicos el estado de necesidad en el ámbito penal solo excluiría la culpabilidad.
El estado de necesidad se da cuando los intereses legítimos de un sujeto se encuentran en un estado de peligro, y solo pueden ser salvados mediante la lesión de los intereses legítimos de otra persona. El sujeto activo se encuentra frente a un estado de necesidad: es una acción, diferente a la reacción que se da en la legítima defensa.
El estado de necesidad es aquella situación en la que se vulnera un bien jurídico protegido, incurriendo en un tipo penal, pero descartando la antijuridicidad de la acción debido precisamente a la presencia de la figura justificante. Partiendo de las consecuencias del estado de necesidad, cabe añadir que su fundamentación gira en torno a la posibilidad que el Derecho otorga al particular de dañar o poner en peligro un bien jurídico determinado con el objetivo de salvar otro bien jurídico de igual o mayor trascendencia jurídica. Cuando el sujeto que actúa en estado de necesidad lo hace lesionando intereses del sujeto de cuya esfera emana el peligro, siendo éste -al menos- reconducible en términos de imputación objetiva al comportamiento organizador del titular de la esfera, hablamos de estado de necesidad defensivo, en cambio, cuando la acción defensiva se dirige contra un agente absolutamente ajeno al peligro, esto es, con estatus de tercero, hablamos de estado de necesidad agresivo. Esta distinción es relevante en la medida en que el baremo de justificación, esto es, el límite de la injerencia tolerable en estado de necesidad varía. Cuando se actúa en estado de necesidad agresivo, solo se pueden salvaguardar intereses que preponderen esencialmente sobre los lesionados. Por el contrario, en supuestos de estado de necesidad defensivo cabe lesionar intereses incluso más allá de los que salvaguardan.
Hay que añadir que existen dos doctrinas mayoritarias que explican los efectos del estado de necesidad, y sobre todo, que justifican la aplicación:

### Doctrina de diferenciación
Esta teoría originariamente germana distingue la existencia de dos supuestos distintos dentro del estado de necesidad. 
- En primer lugar estará el estado de necesidad justificante que salvando un bien determinado, sacrifica otro de menor valor (se aplica el criterio de ponderación de bienes). (Caso de la persona que para salvar su integridad física comete un allanamiento de morada). En este primer supuesto, la acción no solo no se considera antijurídica, sino que se estima valorada positivamente por el ordenamiento jurídico.
- Por otro lado tendremos el estado de necesidad exculpante que busca salvar un determinado bien sacrificando otro bien de igual valor. En este caso, la acción no se considera positiva por parte del Derecho. No obstante, tampoco se cree razonable la existencia de responsabilidad  penal (principio de no exigibilidad de un comportamiento distinto) del sujeto, con lo que la conducta estará meramente disculpada (excluyendo la culpabilidad pero no la antijuridicidad del hecho), pese al desvalor existente por el daño de bienes iguales en importancia.

Sin embargo del art. 20.5 CP español y en similar sentido otros códigos de habla hispana no se desprende este tratamiento dualista del estado de necesidad, por lo que es fruto de la dogmática. Se considera la doctrina dominante y así sucesivamente si.

### Doctrina unitaria o del mal jurídico
Esta doctrina aparece a partir  de la consideración unitaria, tanto de la relación entre bienes iguales como de la relación entre bien superior e inferior. De esta manera, considera que ambas categorías suponen un desvalor en el resultado, y que por ello, ninguna de ellas podrá considerarse positiva o negativamente. Así, ambas tienen un mero papel justificante, siendo indiferente el hecho de que el bien dañado sea igual o inferior al bien salvado. Cabe señalar que hoy en día es la doctrina mayoritaria.

### Estado de necesidad solo como exculpante
Finalmente, y de forma notablemente minoritaria, algunos autores abogan por entender que en todo caso el estado de necesidad sería una causa de disculpa o exclusión de la culpabilidad. Esta postura permitiría explicar porque se mantiene la responsabilidad civil respecto de quien se ha beneficiado de una actuación en estado de necesidad.

## Requisitos
Se establecen una serie de requisitos que el actor de la conducta típica que lesione bienes jurídicos ajenos habrá de cumplir para que pueda apreciarse la existencia del estado de necesidad. La división de estos requisitos entre esenciales e inesenciales supone dos categorías que entran a analizar el grado de desvalor jurídico de la acción y del resultado, de manera que los requisitos esenciales serán el mínimo para que exista un menor desvalor de resultado, y los inesenciales habrán de cumplirse para concluir que no existe desvalor de acción ni de resultado.

### Requisitos esenciales
El cumplimiento de los requisitos esenciales permitirá apreciar si cabe o no aplicar la causa de justificación a la acción típica.

#### Bien en peligro
Existe una alta probabilidad de daño para el bien jurídico a proteger. Tal peligro habrá de ser suficiente como para motivar la actuación del hombre medio ideal. Además, el peligro habrá de ser objetivamente real, de manera que no cabe aplicar la causa de justificación de estado de necesidad en el supuesto de que tan solo exista la creencia subjetiva de que existe peligro. No obstante, en este supuesto podría considerarse la existencia de un error sobre la causa de justificación, o la exculpación por existencia de miedo insuperable. Hay que destacar también que el hecho de que sea una creencia fundada o no determinará si existe o no error invencible. Además el peligro de ser destruido o dañado ha de ser inminente, es decir, no puede realizarse de forma preventiva.
Por otro lado, este peligro real ha de motivar la actuación salvadora impulsada "por un estado de necesidad", provocando así una situación de conflicto entre intereses en la que se daña otro bien para salvar el bien jurídico en peligro, realizando así una conducta típica que en el supuesto de aplicar la causa de justificación no sería antijurídica.
Finalmente, los bienes jurídicos susceptibles de ser salvados podrán ser propios o ajenos. Cierto sector doctrinal amplía el margen, incluyendo los bienes comunitarios. No obstante, la gran mayoría de la doctrina se inclina por pensar que no cabe el estado de necesidad en una acción que busque salvar intereses comunitario, o en todo caso, suprapersonales, precisamente por el peligro que supondría legitimar una actuación en pro de bienes que trascienden la esfera del individuo y competen al Estado, como pudiera ser el orden público o la integridad territorial.

#### Acto salvador
La acción típica que busque salvar un bien jurídico dañando otro acorde a un estado de necesidad habrá de tener posibilidades de salvar el bien jurídico. Dicho de otra manera, no cabe una conducta completamente inidónea e inadecuada cuya capacidad para salvar el bien sea nula o imposible.
Además, la acción salvadora habrá de poseer animus salvationis, de manera que es exigible que la persona, subjetivamente, tenga como fin la salvación del bien jurídico. Así, habrá que exigir que el sujeto conociera la situación de peligro, así como la necesidad de su acción para salvarlo. En ningún caso cabe hablar de causa de justificación si el sujeto hubiera actuado desconociendo la situación de necesidad, y movido por fines distintos a los salvadores.
Cabe destacar que la doctrina se halla dividida en cuanto al encaje en el estado de necesidad de un daño provocado por imprudencia, en el supuesto de que tal imprudencia estuviera condicionada por un fin salvador. (Supuesto del conductor que recoge a un herido, y que al llevarlo con la urgencia necesaria al hospital, atropella a otro individuo).

### Requisitos no esenciales
Su cumplimiento supone la aplicación de una eximente completa. En el supuesto de que no se cumplan los requisitos inesenciales, será susceptible de considerarse estado de necesidad disculpante o exculpante, lo que requerirá un posterior análisis en el estrato de la culpabilidad y reducirá la eventual pena.

#### Necesidad del medio empleado
Partiendo de que se está dañando un bien jurídico con el fin de salvar otro, hay que analizar si el daño provocado podría haber sido menor si se hubiera empleado otro medio de defensa menos lesivo y que hubiera evitado el mal con igual seguridad.
Por otro lado, y llevando al extremo este principio, habría que destacar que el estado de necesidad tiene un carácter completamente subsidiario, de manera que en el caso de que exista un medio que no lesione inmediatamente bienes jurídicos ajenos, existe un deber de acudir a ellos. Así pues, habrá de acudirse a la ayuda estatal o a la fuga antes que a la agresión de un bien jurídico.
Finalmente, y de acuerdo con lo anteriormente dicho, se crea la figura del exceso intensivo, que supone la aplicación de un medio innecesario o el uso de un medio excesivamente agresivo para con el bien lesionado.
También hay que destacar la figura del exceso extensivo, que supone la lesión de un bien jurídico excesivamente tardía, de manera que había pasado demasiado tiempo como para utilizar el medio lesivo y que este fuese útil para salvar el bien jurídico en peligro.
Los excesos pueden ser dolosos, inconscientes, imprudentes o motivados por error vencible o invencible.

#### Proporcionalidad de males
El mal provocado ha de ser igual o menor que el mal que se trata de evitar. De esta manera, solo cabe la proporcionalidad en caso de conflicto entre mal salvador menor que mal salvado (interés preponderante) o entre mal salvador igual a mal salvado (interés equivalente).
Así, a la hora de entrar a ponderar los intereses, existen una inmensa división sobre el criterio a seguir. De esta manera, la ponderación básica se fundamenta en una valoración de intereses en función del valor otorgado por la pena que imponga el Código Penal. No obstante, también hay que tener en cuenta la ponderación del estado del bien, de manera que el bien intacto no ha de prevalecer sobre el bien dañado. (Por ejemplo, no cabe extraer un riñón sin consentimiento para trasplantárselo a un enfermo). Finalmente, también habrá que atender al grado de peligro de la acción salvadora en comparación al grado de riesgo de la situación que ponga en peligro el bien jurídico.
El principio de proporcionalidad de males tiene también una gran relación con el exceso intensivo, en el que se emplea un medio que causa un daño desproporcionado en comparación con el daño que se quiere evitar.-

#### Ausencia del deber de sacrificio
Algunas personas, por razón de oficio o cargo, tienen la obligación de sacrificio. Son excepciones a la exigibilidad común que a la persona impone el ordenamiento jurídico, provocando una alteración en la normal ponderación de intereses. Estas excepciones limitativas del uso del estado de necesidad como causa de justificación deben coincidir con los límites legales o sociales de su profesión y con las circunstancias, no se puede exigir un comportamiento heroico o virtuoso.
Cabe destacar que estos obligados, lo son por voluntad propia, y como consecuencia directa del cargo u oficio que desempeñan. Ejemplos de personas sometidas al deber de sacrificio serían los integrantes de los cuerpos policiales, bomberos, militares, las tripulaciones de buques y aeronaves, el personal sanitario en caso de epidemia, etc.

#### Ausencia de provocación intencionada
La doctrina se halla dividida sobre la extensión real de este requisito. El sector mayoritario piensa que existe falta de provocación intencionada si el autor, pese a ser el causante intencional del peligro que acecha a los bienes jurídicos, no tenía intención de provocar tal peligro con el objetivo de ampararse después en el estado de necesidad.
Otro sector doctrinal opina que siempre que el peligro haya sido provocado intencionadamente, no se cumple el requisito de ausencia de provocación intencionada. En otras palabras, la primera doctrina defiende la falta de provocación intencionada de la situación de necesidad, mientras que la segunda defiende la falta de provocación intencionada del peligro, siendo indiferente si el sujeto buscaba o no provocar el estado de necesidad.